# Силицид дикобальта
Силицид дикобальта — бинарное неорганическое соединение металла кобальта и кремния с формулой Co2Si,
серые кристаллы.

## Получение
- Алюмотермическое восстановление смеси диоксида кремния и оксида кобальта:

{\displaystyle {\mathsf {6CoO+3SiO_{2}+8Al\ {\xrightarrow {T}}\ 3Co_{2}Si+4Al_{2}O_{3}}}}
- Действие тетрахлорида кремния на нагретый кобальт:

{\displaystyle {\mathsf {Co+SiCl_{4}\ {\xrightarrow {1200-1300^{o}C}}\ Co_{2}Si+CoCl_{2}}}}

## Физические свойства
Силицид дикобальта образует серые кристаллы
ромбической сингонии,
пространственная группа P nma,
параметры ячейки a = 0,4908 нм, b = 0,3738 нм, c = 0,7095 нм, Z = 4.